# Filarmónica de Silesia

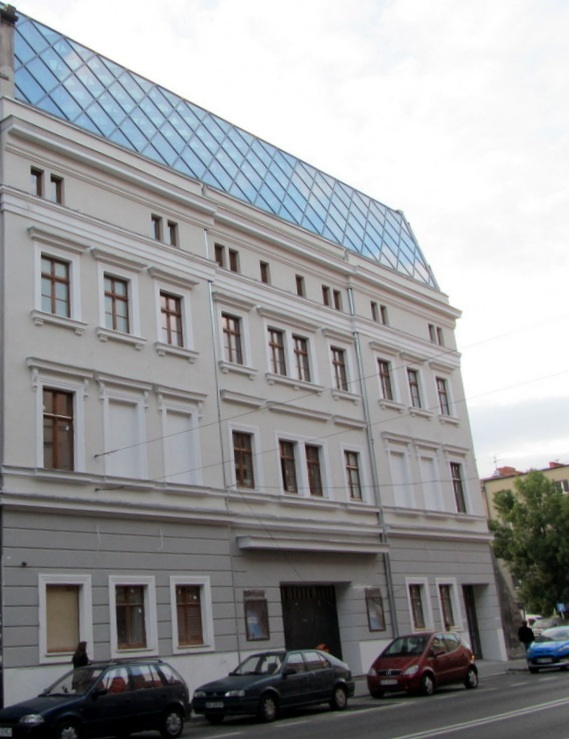
Exterior del edificio

La Filarmónica de Silesia (en polaco: Filharmonia Śląska) es una institución musical en Katowice, Silesia, Polonia. La Filarmónica de Silesia en Katowice fue fundada en 1945. El primer concierto de la orquesta tuvo lugar el 26 de mayo de 1945. Un coro mixto se añadió en 1973. La Filarmónica de Silesia en Katowice tiene una posición bien establecida en la vida cultural de la Unión Metropolitana de Alta Silesia. Durante décadas, los músicos más reconocidos han tocado en el complejo.

### Directores permanentes
- 1945: Jan Niwiński
- 1945-1949: Witold Krzemieńsski
- 1949-1953: Stanisław Skrowaczeski
- 1953-1990: Karol Stryja
- 1990-1998: Jerzy Swoboda

1998- : Director musical Miroslaw Jacek Błaszczyk 
- 2001- : Director general Grażyna Szymborska